# Aranciaia di Colorno

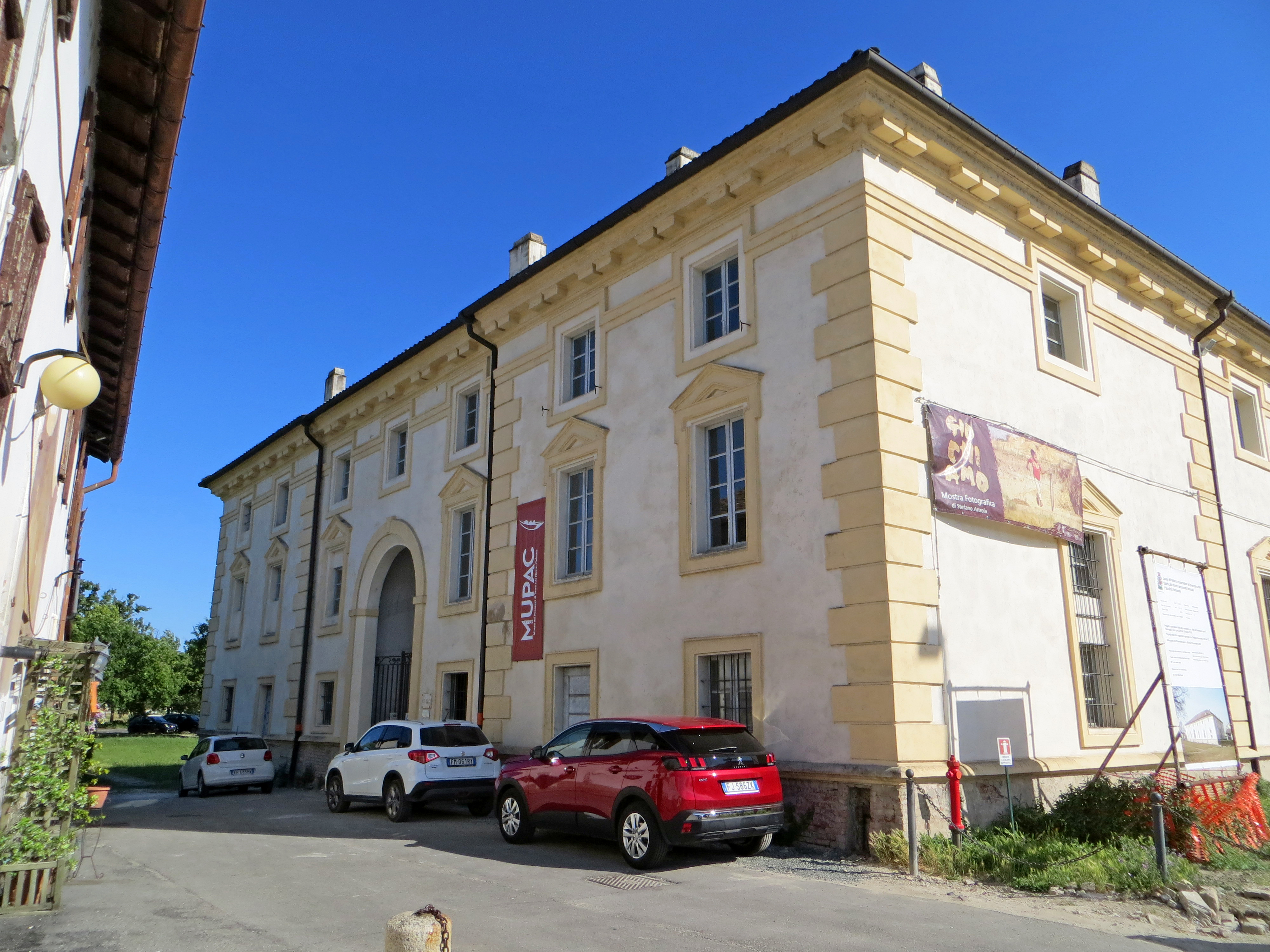
Aranciaia di Colorno, Hauptfassade mit Eingang zum Museum

Die Aranciaia di Colorno ist ein spätmanieristischer Palast aus dem 18. Jahrhundert in Colorno in der italienischen Region Emilia-Romagna. Er liegt am Piazzale Vittorio Veneto 22. Dort ist das Museo dei paesaggi di terra e di fiume (MUPAC) untergebracht.

## Geschichte

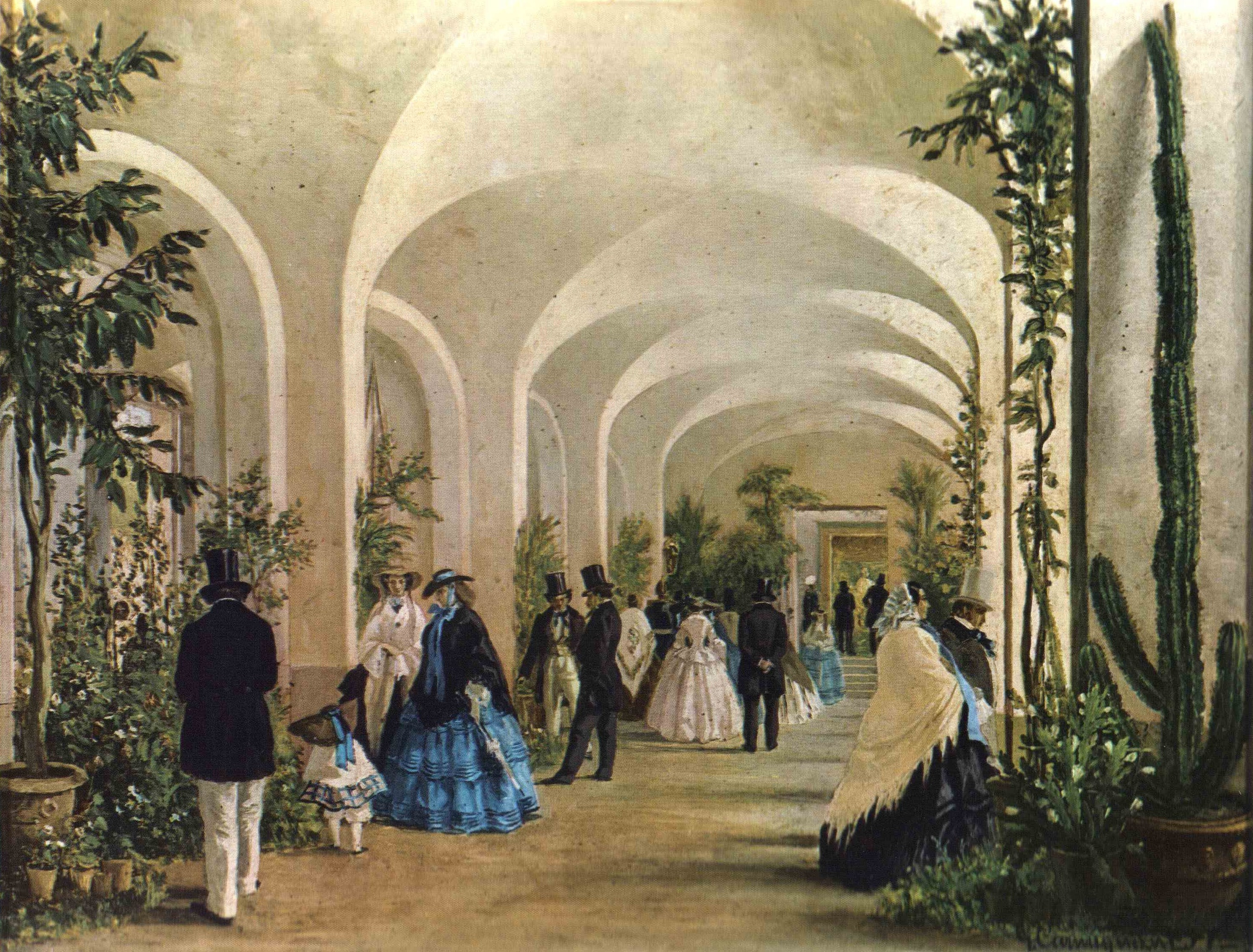
Guido Carmignani, Gemälde La Reale aranciera colla esposizione floreale von Guido Carmignani aus dem Jahre 1857 (Galleria Nazionale di Parma)

Das große Gebäude wurde zwischen 1710 und 1712 erbaut und diente als winterlicher Aufbewahrungsort für zahlreiche Zitruspflanzen in Töpfen, vornehmlich Orangen und Zitronen, die in den Sommermonaten im angrenzenden, großen Park des Palazzo Ducale aufgestellt wurden. Der Herzog Francesco Farnese beauftragte vermutlich den bekannten Architekten Fernando Galli da Bibbiena mit der Projektierung dieses Gebäudes. Dieser versuchte, die Orangerie mit dem Palast und dem damals viel größeren, eleganten Garten zu harmonisieren.
In der zweiten Hälfte des 18. Jahrhunderts wurde die Orangerie dank ihrer großen Dimensionen in eine überdachte Reithalle für die kalten Wintermonate umgewandelt.
Nach der Vereinigung Italiens jedoch wurde das Gebäude zweckentfremdet und als Lager genutzt.
In den folgenden Jahrzehnten versank die Orangerie in einem tiefen Niedergang, aber 1974 wurde sie von ProLoco in Colorno teilweise wiederhergestellt; sie bauten einen Teil des Erdgeschosses zur Aufnahme des Museums der Ethnografie, des Einfallsreichtums des Volkes und der vorindustriellen Technologie, der Briefmarken und der Kinematografie um.
2009 begann man mit den ersten Umbauarbeiten, die anfangs nur drei der vier Fassaden und das Dach betrafen. Die Renovierung des gesamten Gebäudes wurde erst 2014 mit dem Umbau des gesamten Obergeschosses für das neue ‚‘Museo dei paesaggi di terra e di fiume‘‘ (MUPAC) abgeschlossen, das eine Sammlung der vorherigen Ausstellungen darstellt.

## Beschreibung

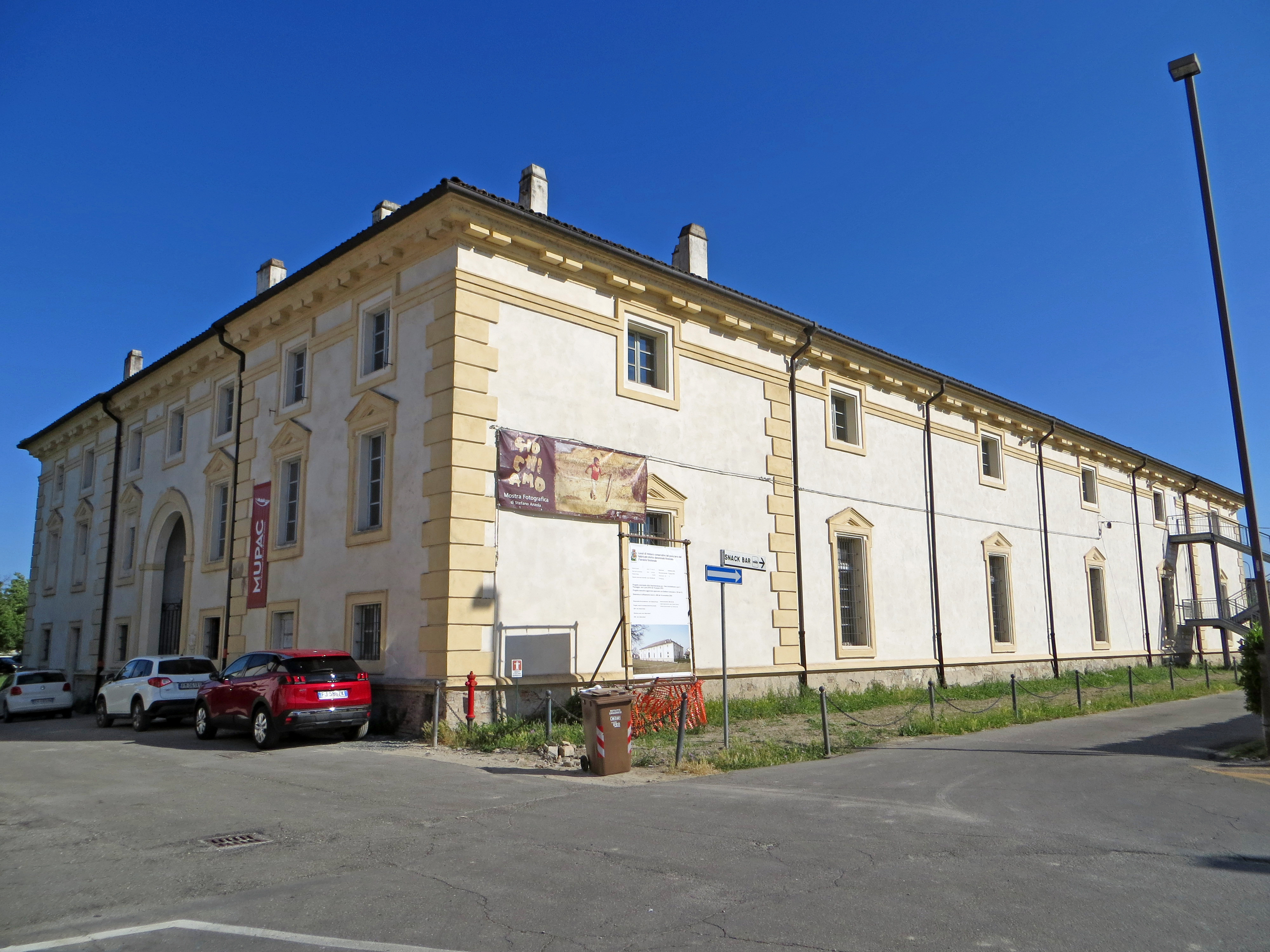
Westfassade

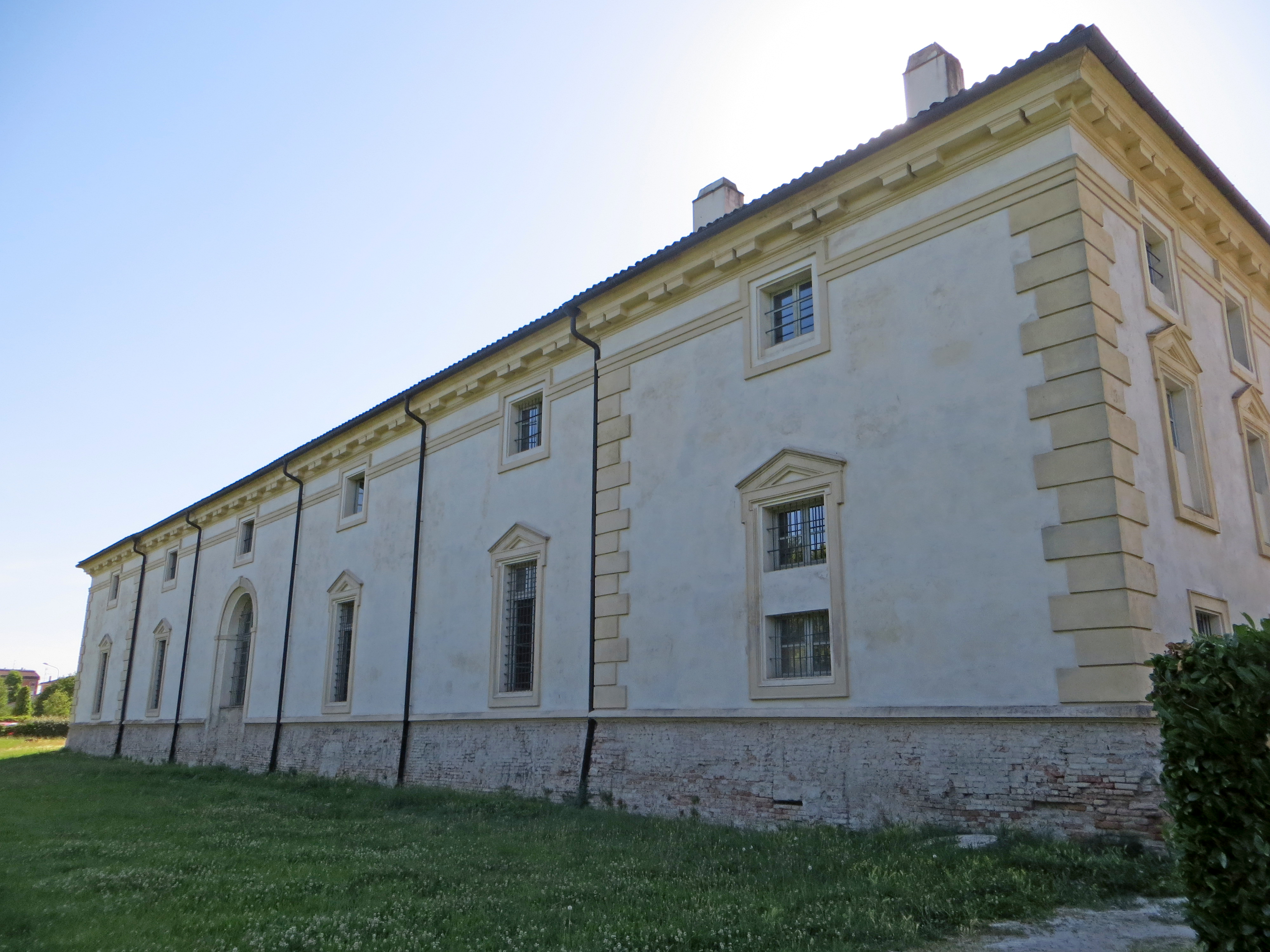
Ostfassade

Das Gebäude hat zwei Stockwerke und einen regelmäßigen, rechteckigen Grundriss.
Die verputzten Fassaden sind durch die typische Harmonie der Züge gekennzeichnet, obwohl sie in verschiedenen Bauepochen geschaffen wurden. Das Gebäude ist im Stil des Manierismus gehalten, der die Ecken in falschem Bossenwerk betont, die mit Tympana versehenen Rahmen der großen Fenster im Erdgeschoss und den Saitenkurs, der sogar die kleinen Öffnungen im Obergeschoss einbezieht und einrahmt. Die perfekt symmetrische Hauptfassade unterscheidet sich von den anderen durch eine zusätzliche Fensterreihe, was einem inneren Zwischengeschoss im dem Eingang nächsten Teil des Gebäudes geschuldet ist. In der Mitte jeder der vier Fassaden befindet sich schließlich je eine große Rundbogenöffnung, die an den beiden, gegenüberliegenden, kurzen Seiten jeweils als Eingang dient.
Das Innere des Erdgeschosses, das heute nicht nur als unterster Eingangsbereich, sondern auch als Lager des Museums dient, ist mit einer Decke aus Kreuzgewölbe versehen und wird durch große Fenster belichtet, die für Licht und Luft für den großen Raum sorgen, der bereits ursprünglich über Hohlräume in den Außenwänden beheizt wurde. Die erste Ebene, die im 18. Jahrhundert als Futterlager für die Pferde im Hof diente und heute in einen Ausstellungsraum des Museums umgebaut wurde, ist dagegen durch ein Dach mit Holzbalken gekennzeichnet, das durch ungewöhnliche Spitzbögen gestützt wird, die zahlreiche, kreisförmige Aussparungen haben und noch aus der Zeit des Baus des Gebäudes stammen.

## Museo dei paesaggi di terra e di fiume (MUPAC)
In dem Museum sind Objekte und Instrumente ausgestellt, die Zeugnisse früheren, täglichen, Lebens in der Landwirtschaft und am Fluss darstellen.
Der Rundgang durch die Ausstellung beginnt, geordnet nach Themen, bei der Fischerei im Po, über die Jagd, die Woll- und Hanfverarbeitung, die Herstellung und Behandlung von Wein, das Kunsthandwerk (Tischlerei, Schleiferei, Schuhmacherei, Hutmacherei und Metzgerei) und die Herstellung und Verarbeitung von Parmesankäse bis zur Ausstellung einiger Objekte der Buchdruckerei des 18., 19. und 20. Jahrhunderts, sowie der Kinematografie.